# Mario Strikers Charged Football
Mario Strikers Charged Football (マリオストライカーズ チャージド?, Mario Sutoraikāzu Chājido) è un videogioco sportivo del 2007 sviluppato da Next Level Games e pubblicato da Nintendo per Wii. Distribuito in America settentrionale con il titolo Mario Strikers Charged, è un gioco di calcio a 5 facente parte della serie Mario Football, con protagonisti Mario e gli altri personaggi del franchise di  Mario.
In tale gioco non esistono i falli: tutto è concesso, dalle scivolate pericolose agli spintoni, ed inoltre si possono mettere in difficoltà gli avversari utilizzando gli oggetti raccolti durante lo svolgimento della partita.
Mario Strikers Charged Football è il primo gioco per Wii che utilizza il servizio online, la Nintendo Wi-Fi Connection.
Il 10 giugno 2022, dopo oltre 15 anni dall'uscita di questo capitolo, ne è uscito un seguito chiamato Mario Strikers Battle League Football su Nintendo Switch. 

## Modalità di gioco
In Mario Strikers Charged Football ci sono 5 modalità di gioco: Coppa Striker, Sfide Striker, Scuola Calcio, Modalità VS e Nintendo WFC.
Nella modalità Obiettivo: Coppa Striker, il giocatore si esibisce dapprima in un torneo di 4 squadre, detto Coppa Fuoco, con l'obiettivo di vincere tale coppa e di qualificarsi per la Coppa Cristallo. Successivamente, nella Coppa Cristallo si compete in un torneo di 6 squadre con l'obiettivo di vincere la Coppa Cristallo e di qualificarsi alla Coppa Striker.
La Coppa Striker è l'obiettivo principale da raggiungere, in un torneo di 10 squadre di cui le prime 8 classificate accedono ai quarti di finale.
Nella modalità Obiettivo: Sfide Striker, il giocatore affronta delle sfide con 5 diversi livelli di difficoltà, in cui deve dimostrare la sua bravura in diverse situazioni (ad esempio, per rimontare uno svantaggio di 0-7 in soli tre minuti).
Nella modalità Scuola Calcio, si apprendono le regole essenziali per imparare a giocare a Mario Strikers Charged Football.
Nella modalità VS, 2, 3 o 4 giocatori contemporaneamente possono sfidarsi in 1 o più partite, sfruttando il multiplayer locale con 4 Telecomandi Wii e 4 Nunchuk.
Nella modalità Nintendo WFC, si può accedere alla Wi-Fi Connection e si possono sfidare giocatori da tutto il mondo, grazie al servizio di gioco online gratuito di Nintendo.
Nel corso di una partita, i personaggi possono usufruire di abilità speciali guadagnabili come oggetti. possono, inoltre, caricando, fare dei "Megatiri" 
(solo i capitani. I compagni utilizzeranno dei Tiri Speciali).

## Personaggi
| Capitani       | Abilità                                                                                         | Sbloccabile                                   |
| -------------- | ----------------------------------------------------------------------------------------------- | --------------------------------------------- |
| Mario          | Super Mario (si ingrandisce per un breve lasso di tempo diventando quasi invulnerabile)         | Già sbloccato                                 |
| Peach          | Tutti in posa (rende fotografie i nemici intorno a lei)                                         | Già sbloccata                                 |
| Donkey Kong    | Schiaffo di Tuono (colpisce il terreno con i pugni spazzando via i nemici)                      | Già sbloccato                                 |
| Waluigi        | Muro di rovi (premendo C crea dei rovi indistruttibili)                                         | Già sbloccato                                 |
| Luigi          | Super Luigi (stesso effetto di Super Mario)                                                     | Già sbloccato                                 |
| Wario          | Gas stordente (premendo C emette un gas che stordisce chiunque si avvicini)                     | Già sbloccato                                 |
| Bowser         | Alito di Fuoco (premendo C sputa fuoco)                                                         | Già sbloccato                                 |
| Yoshi          | Uovo Gigante (si trasforma un uovo che però si rompe se si tira)                                | Già sbloccato                                 |
| Daisy          | Difesa di Cristallo (fa comparire spuntoni di cristallo intorno a lei)                          | Già sbloccata                                 |
| Bowser Jr.     | Urlo Sonico (urla rimpicciolendo i nemici che ha davanti)                                       | Giocabile dopo aver vinto la coppa fuoco      |
| Diddy Kong     | Cartellino Rosso (fa volare via i nemici intorno a sé,i quali torneranno dopo un certo periodo) | Giocabile dopo aver vinto la coppa cristallo  |
| Pipino Piranha | Colpo di Fango (premendo C sputa fango che rallenta i nemici)                                   | Giocabile dopo la aver vinto la coppa striker |

### Compagni di squadra
- Koopa
- Toad
- Martelkoopa
- Tartosso
- Boo
- Strutzi
- Tipo Timido
- Tantatalpa
- Kritter (portiere)